# Igreja de São Roque (Lissabon)

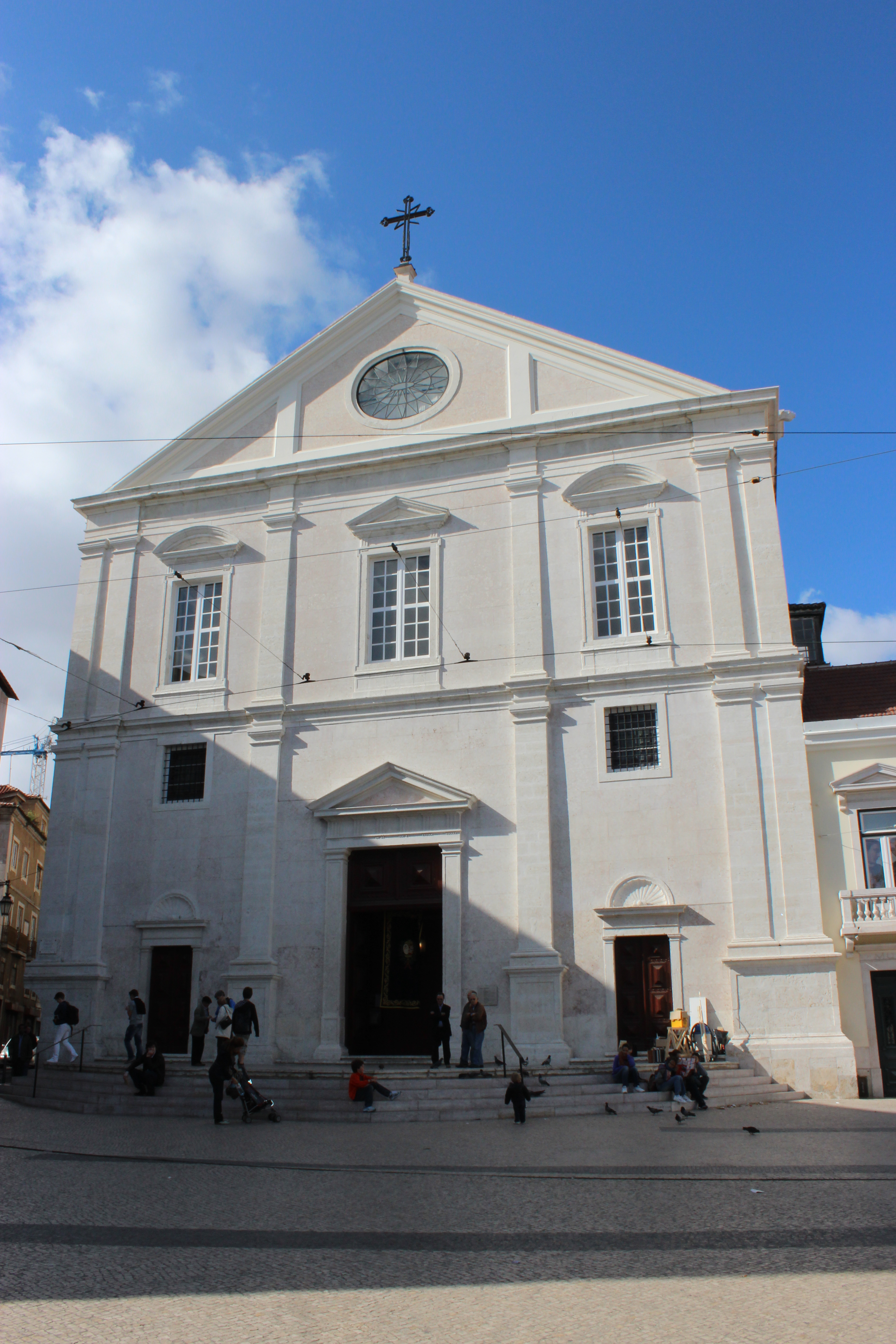
Das Äußere der Kirche

Die Igreja de São Roque (St.-Rochus-Kirche) ist eine Jesuitenkirche im Lissaboner Stadtteil Bairro Alto, die zu den prunkvollsten Kirchen der Iberischen Halbinsel gehört. Da sie beim verheerenden Erdbeben von 1755 nicht zerstört wurde sowie aufgrund ihrer einzigartigen Kapelle São João Baptista zählt sie zu den prächtigsten Kirchen der Welt. Namenspatron der Kirche ist der Hl. Rochus von Montpellier.

## Geschichte
Am Anfang stand lediglich eine kleine Kapelle auf dem Grundstück der heutigen Kirche, die bei ihrer Grundsteinlegung noch vor den Mauern der Stadt Lissabon lag. Sie war bereits dem Hl. Rochus geweiht und enthielt Reliquien dieses Heiligen aus Venedig. König Johann (João) III. übergab den Jesuiten das Grundstück, die 1566 den Bau der Kirche in Auftrag gaben und damit den italienischen Baumeister und Architekten Filippo Terzi beauftragten. Er leitete den Bau in Zusammenarbeit mit den beiden portugiesischen Architekten Afonso und Bartolomeu Álvares.
1596 wurde die Kirche fertiggestellt. Das schwere Erdbeben von Lissabon, das nahezu die ganze Stadt zerstörte, richtete nur an der Außenfassade leichte Schäden an.

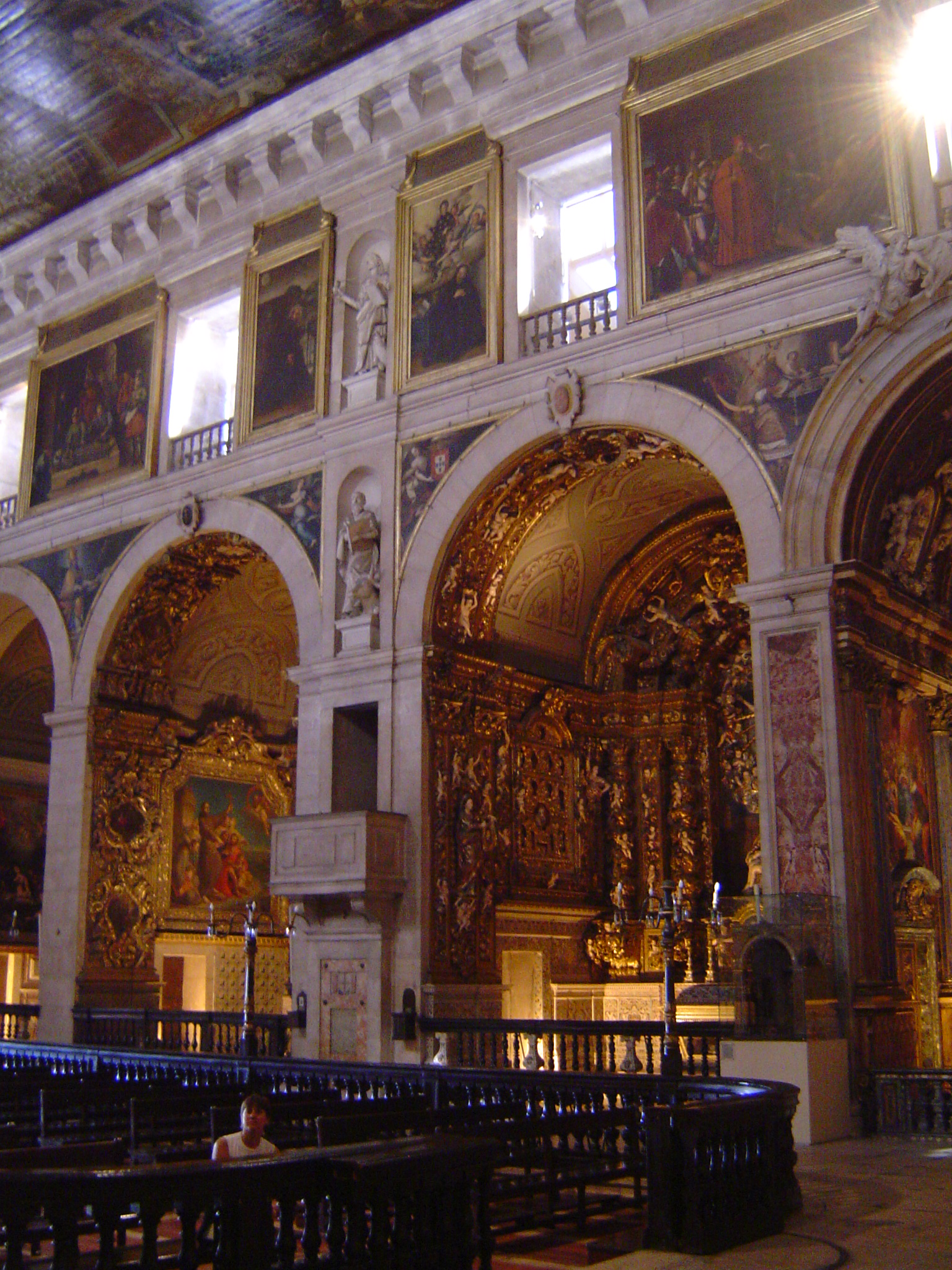
Das Innere von São Roque

## Architektur
St. Rochus ist eine einschiffige Saalkirche im Renaissancestil. Zum Kirchengebäude selbst gehört noch das angeschlossene Museum. Die Fassade ist sehr schlicht, was sich durch die Sparmaßnahmen im Zuge der Gegenreformation erklären lässt.

## Kapelle São João Baptista
Am bedeutendsten im Inneren der Kirche ist die vierte Kapelle São João Baptista (Hl. Johannes der Täufer), die zu den prunkvollsten katholischen Kirchenkapellen der Welt gehört. Sie wurde 1742 durch König Johann V. aufgrund eines Gelübdes in Rom in Auftrag gegeben, 1744 durch Papst Benedikt XIV. geweiht, auseinandergelegt und 1749 mit 3 Schiffen nach Lissabon gebracht, wo sie wieder zusammengesetzt wurde. Wertvollste Materialien wurden verwendet, so für den Boden edelster Marmor, andere Materialien waren Alabaster, Lapislazuli, Elfenbein, Jade, Amethyst. Am Bau der Kapelle waren insgesamt rund 100 italienische Künstler beteiligt. Sie entstand aufgrund von Entwürfen des berühmten Luigi Vanvitelli. Der bekannteste der Künstler war Nicola Salvi, der in Rom auch den berühmten Trevi-Brunnen entworfen hatte. In den Marmorboden ist eine gezeichnete Armillarsphäre, das Herrschaftszeichen König Manuels I. und gleichzeitig Wappen von Portugal, eingelassen. Der König finanzierte dieses zwei Millionen Cruzados teure Werk mit dem Gold aus Brasilien.

## Innenausstattung
Auch die übrige Innenausstattung ist bemerkenswert: die Kassettendecke sowie das dazugehörige Deckengemälde – ein Trompe-l’œil – wurden 1588 fertiggestellt. Die Hölzer mussten damals aus Deutschland besorgt werden, da man Hölzer dieser Größe nirgendwo auf der Iberischen Halbinsel beschaffen konnte. Die Azulejos, die von Francisco de Matos stammen, wurden 1584 angebracht und bemalt. Ebenfalls sind in der Kirche bedeutende Grabmäler zu finden, so von Dom Tomas de Almeida, dem ersten Patriarchen der Stadt Lissabon, oder von Simão Rodrigues, der die Jesuiten 1540 in Portugal einführte. Viele Kerzenständer in den einzelnen Kapellen stammen von namhaften Künstlern, zum Beispiel von Simon Miglie oder Pietro Werschaffelt. Wie in Portugal üblich, ist überall in der Kirche vergoldetes Schnitzwerk zu finden (genannt Talha Dourada).

## Museum
Das an dem Kirchengebäude anliegende Museum war vormals das Armen- und Findelhaus Casa da Misericordia, heute das Museo de Arte Sacra de São Roque (Museum für Sakrale Kunst). Darin befinden sich ebenfalls großartige Kunstwerke: Gemälde der Portugiesischen Schule, u. a. ein Gregorio Lopes zugeschriebenes Porträt des Kirchenstifters Dom João III. von Portugal und seiner Frau Katharina; ein Gemälde, das die Hochzeit König Emmanuels I. mit seiner Frau Dona Eleonore darstellt, ebenso Gemälde von Baltasar Coelho da Silveira, Gaspar Dias, Vieira Lusitano. Weiterhin befinden sich viele Möbel, Weihrauchfässer, Reliquien, Kruzifixe und andere sakrale Gegenstände im Museum. Auch ein Fackelträger des bekannten italienischen Künstlers Giuseppe Gagliardi ist dort zu bewundern.

## Bedeutung
Die Bedeutung der Kirche beruht hauptsächlich auf der Kapelle São João Baptista. Die Kapelle ist neben dem Klosterschloss von Mafra und der Universitätsbibliothek von Coimbra eines der Beispiele für den Prunksinn des absolutistischen Königs João V., der in seinem religiösen Wahn sein gesamtes Vermögen für die Kirche und in Prachtwerke investierte. Die deutsche Schriftstellerin Esther Bernard war 1802 wohl die erste Deutsche, die die Kirche beschrieb. Die Kirche ist auch ein Relikt der portugiesischen Renaissance, das die Wechselfälle der Jahrhunderte überstanden hat und bis heute ein Mosaiksteinchen der einstigen Pracht der Kaufmanns- und Seefahrerstadt Lissabon vor dem Erdbeben ist.